# Hermonassa planeta
Hermonassa planeta là một loài bướm đêm trong họ Noctuidae.